# Long Road Back
Long Road Back – trzeci album studyjny amerykańskiego rapera Mica Geronimo.

## Lista utworów
1. Intro - 2:59
2. Keep It Hot - 4:00
3. M.I.C. - 4:47
4. Pusher - 4:07
5. Murder and Mic G. (feat. Ronnie Bumps) - 3:02
6. Ever Be the Same - 3:31
7. Good Man Is Gone (Skit) - 1:29
8. Gone - 4:52
9. Gangsta - 4:42
10. I'm Alive - 4:45
11. All Said and Done - 4:03
12. Shelter Nigga (Skit) - 1:12
13. Rebellious - 3:44
14. Fly High (feat. Ja Rule) - 4:37
15. Up Now - 3:59
16. Killed a Man - 4:15